# Дингоме, Тристан
Тристан Дингоме (фр. Tristan Dingomé; 17 февраля 1991 год) — французский футболист, полузащитник.

## Клубная карьера

### Монако
Родившийся в Лез-Юлисе, в семье матери камерунки и отца из Французской Гвианы, Дингоме начинал футбольную карьеру в юношеской команде клуба «Палезо». В возрасте 15 лет футболиста заметили в «Монако» и пригласили в команду. На протяжении пяти лет Тристан играл за молодежную команда, пока не был переведен в первый состав Лораном Банидом, после того как клуб опустился в Лигу 2.
Первую игру на профессиональном уровне Дингоме провел 17 октября 2011 года в матче с «Генгамом», который «Монако» проиграл со счетом 4-0. Первый мяч был забит в игре Кубка Франции в ворота Олимпик Алес. Дебютный гол в лиге был забит 18 января 2012 года в игре с клубом Амьен. Дингоме испытывал трудности в основном составе клуба. Несмотря на это, контракт был продлен до 2015 года. В первом сезоне Тристан вышел на поле в 25 матчах.
Начало сезона 2012/13 футболист пропустил из-за травмы. На поле Дингоме появился 23 августа 2012 года в победном матче с «Арль-Авиньон». Тристан не всегда получал право на игру в основном составе и часто оставался на скамейке запасных. По итогам сезона его команда вернулся в Лигу 1.
Контракт с «Монако» был продлен еще на один год. Вскоре после подписания, Дингоме отправился на один сезон в аренду в «Гавр». Дебют за новую команду состоялся 9 августа 2013 года в матче c «Клермон». Под руководством Эрика Момбертса, футболист провел в сезоне 30 матчей.

### Мускрон-Перювельз
17 июля 2014 года Дингоме покинул состав «Монако» и перебрался в бельгийский клуб «Мускрон-Перювельз», выступавший в тот момент в Про-лиге. На поле футболист появился в первом матче сезона против «Андерлехта», выйдя на замену на 55-й минуте матча. Тристан быстро закрепился в основном составе нового клуба. 26 октября 2014 года Дингоме забил первый гол за новую команду в матче против «Локерена». Всего в первом сезоне Тристан провел 33 матча и забил 2 мяча в ворота соперников.
Сезон 2015/16 начался для футболиста достаточно успешно. В первой игре он появился на поле с капитанской повязкой и забил мяч в ворота «Мехелена». Также Дингоме надевал капитанскую повязку в двух следующих матчах. Вскоре футболист получил травму и оказался на скамейке запасных. Несмотря на это клуб принял решение предложить полузащитнику продление контракта.

### Труа
В июле 2016 года Дингоме подписал контракт на два года в французским клубом «Труа». Дебют футболиста состоялся в первом матче сезона с клубом «Сошо», где его команда проиграла со счетом 1-3. В следующем матче Дингоме отметился первым голом за команду, забив единственный мяч в ворота «Аяччо». Однако, Тристан получил травму и был отстранен от матчей. Вновь на поле футболист появился лишь 13 января 2017 года.
В сезоне 2017/18 Дингоме оставался одним из ключевых игроков команды. Два раза появлялся на поле с капитанской повязкой в матчах с «Олимпик Лион» 22 октября 2017 и «Страсбуром» 4 ноября. В ноябре 2017 года футболист получил разрыв крестообразных связок в победном матче с «Анже». В связи с травмой, Тристан выбыл до конца сезона.

### Реймс
29 июня 2018 года стало известно, что Тристан Дингоме продолжит карьеру в клубе «Реймс», с которым футболист подписал контракт на три года. Сообщалось, что сумма трансфера составила 1 миллион евро.
Тем не менее, Дингоме продолжал оставаться в запасе из-за травмы. 28 октября 2018 года состоялся его дебют в победном матче с клубом «Ренн». В ноябре Дингоме снова получил травму, однако смог вернуться в стартовый состав уже в декабре того же года. 2 февраля 2019 Тристан забил свой первый гол за «Реймс» в ворота «Олимпик Марсель».

### Возвращение в Труа
В 2020 году Тристан Дингоме вернулся в клуб «Труа», где провел три года.

### Аль-Фатех
В феврале 2023 года футболист присоединился к футбольному клубу «Аль-Фатех» из Саудовской Про-лиги в качестве свободного агента.